# ساروس خورشیدی ۱۴۰
ساروس ۱۴۰ دوره‌ای زمانی با چرخه‌ای حدود ۱۸ سال و ۱۱ روز و ۸ ساعت (تقریباً ۶۵۸۵ و یک سوم روز) است که شامل ۷۱ خورشیدگرفتگی می‌شود.

## رخدادها
| ساروس | عضو | تاریخ                       | زمان (بزرگ‌ترین) ساعت هماهنگ جهانی | نوع    | مکان طول و عرض جغرافیایی | گاما    | قدر    | گُستره (km) | مدت زمان (دقیقه: ثانیه) | منبع |
| ----- | --- | --------------------------- | --------------------------------- | ------ | ------------------------ | ------- | ------ | ---------- | ----------------------- | ---- |
| ۱۴۰   | ۱   | ۱۶ آوریل ۱۵۱۲               | ۶:۲۲:۲۵                           | جزئی   | 70.6S 131.9E             | -1.5289 | 0.0003 |            |                         |      |
| ۱۴۰   | ۲   | ۲۷ آوریل ۱۵۳۰               | ۱۴:۰۷:۲۰                          | جزئی   | 69.9S 2.9E               | -1.4726 | 0.1083 |            |                         |      |
| ۱۴۰   | ۳   | ۷ مه ۱۵۴۸                   | ۲۱:۴۶:۵۲                          | جزئی   | 69S 124.2W               | -1.4121 | 0.225  |            |                         |      |
| ۱۴۰   | ۴   | ۱۹ مه ۱۵۶۶                  | ۵:۲۱:۰۰                           | جزئی   | 68.1S 110.7E             | -1.3472 | 0.3507 |            |                         |      |
| ۱۴۰   | ۵   | ۸ ژوئن ۱۵۸۴                 | ۱۲:۵۲:۲۵                          | جزئی   | 67.1S 13.3W              | -1.2802 | 0.4805 |            |                         |      |
| ۱۴۰   | ۶   | ۱۹ ژوئن ۱۶۰۲                | ۲۰:۱۹:۲۱                          | جزئی   | 66.1S 135.7W             | -1.2097 | 0.6174 |            |                         |      |
| ۱۴۰   | ۷   | ۳۰ ژوئن ۱۶۲۰                | ۳:۴۶:۲۵                           | جزئی   | 65.1S 102.3E             | -1.1393 | 0.7535 |            |                         |      |
| ۱۴۰   | ۸   | ۱۱ ژوئیه ۱۶۳۸               | ۱۱:۱۱:۵۲                          | جزئی   | 64.2S 19W                | -1.0676 | 0.8917 |            |                         |      |
| ۱۴۰   | ۹   | ۲۱ ژوئیه ۱۶۵۶               | ۱۸:۳۹:۴۸                          | کامل   | 63.4S 140.7W             | 0.9983  | 1.0244 | -          | -                       |      |
| ۱۴۰   | ۱۰  | ۲ اوت ۱۶۷۴                  | ۲:۰۷:۵۷                           | کامل   | 45.9S 120.8E             | -۰٫۹۲۹۵ | ۱٫۰۵۶  | ۴۹۸        | ۴ دقیقه و ۸ ثانیه       |      |
| ۱۴۰   | ۱۱  | ۱۲ اوت ۱۶۹۲                 | ۹:۴۱:۰۵                           | کامل   | 39.8S 8.6E               | -۰٫۸۶۴۹ | ۱٫۰۵۴۶ | ۳۵۳        | ۴ دقیقه و ۱۰ ثانیه      |      |
| ۱۴۰   | ۱۲  | ۲۴ اوت ۱۷۱۰                 | ۱۷:۱۷:۱۶                          | کامل   | 36.5S 105.1W             | -۰٫۸۰۳۱ | ۱٫۰۵۱۹ | ۲۸۲        | ۴ دقیقه و ۰ ثانیه       |      |
| ۱۴۰   | ۱۳  | ۴ سپتامبر ۱۷۲۸              | ۰:۵۹:۲۲                           | کامل   | 35S 139.6E               | -۰٫۷۴۶۶ | ۱٫۰۴۸۴ | ۲۳۶        | ۳ دقیقه و ۴۴ ثانیه      |      |
| ۱۴۰   | ۱۴  | ۱۵ سپتامبر ۱۷۴۶             | ۸:۴۶:۳۷                           | کامل   | 34.9S 23E                | -۰٫۶۹۴۸ | ۱٫۰۴۴۱ | ۲۰۰        | ۳ دقیقه و ۲۳ ثانیه      |      |
| ۱۴۰   | ۱۵  | ۲۵ سپتامبر ۱۷۶۴             | ۱۶:۴۱:۴۳                          | کامل   | 36S 95.5W                | -۰٫۶۵۰۲ | ۱٫۰۳۹۴ | ۱۷۱        | ۳ دقیقه و ۱ ثانیه       |      |
| ۱۴۰   | ۱۶  | ۷ اکتبر ۱۷۸۲                | ۰:۴۳:۱۹                           | کامل   | 37.9S 144.6E             | -۰٫۶۱۱۳ | ۱٫۰۳۴۴ | ۱۴۴        | ۲ دقیقه و ۳۷ ثانیه      |      |
| ۱۴۰   | ۱۷  | ۱۸ اکتبر ۱۸۰۰               | ۸:۵۱:۵۳                           | کامل   | 40.3S 23.2E              | -۰٫۵۷۸۷ | ۱٫۰۲۹۳ | ۱۲۰        | ۲ دقیقه و ۱۴ ثانیه      |      |
| ۱۴۰   | ۱۸  | ۲۹ اکتبر ۱۸۱۸               | ۱۷:۰۷:۱۰                          | کامل   | 43.1S 99.4W              | -۰٫۵۵۲۴ | ۱٫۰۲۴۱ | ۹۸         | ۱ دقیقه و ۵۱ ثانیه      |      |
| ۱۴۰   | ۱۹  | ۹ نوامبر ۱۸۳۶               | ۱:۲۹:۲۶                           | کامل   | 46.1S 136.8E             | -۰٫۵۳۲۷ | ۱٫۰۱۹۱ | ۷۷         | ۱ دقیقه و ۲۸ ثانیه      |      |
| ۱۴۰   | ۲۰  | ۲۰ نوامبر ۱۸۵۴              | ۹:۵۶:۵۸                           | مرکب   | 48.9S 12.7E              | -۰٫۵۱۷۹ | ۱٫۰۱۴۴ | ۵۷         | ۱ دقیقه و ۷ ثانیه       |      |
| ۱۴۰   | ۲۱  | ۳۰ نوامبر ۱۸۷۲              | ۱۸:۲۹:۳۳                          | مرکب   | 51.2S 111.8W             | -۰٫۵۰۸۱ | ۱٫۰۰۹۹ | ۴۰         | ۰ دقیقه و ۴۷ ثانیه      |      |
| ۱۴۰   | ۲۲  | ۱۲ دسامبر ۱۸۹۰              | ۳:۰۵:۲۸                           | مرکب   | 52.8S 123.9E             | -۰٫۵۰۱۶ | ۱٫۰۰۵۹ | ۲۴         | ۰ دقیقه و ۲۸ ثانیه      |      |
| ۱۴۰   | ۲۳  | خورشیدگرفتگی ۲۳ دسامبر ۱۹۰۸ | ۱۱:۴۴:۲۸                          | مرکب   | 53.4S 0.5W               | -۰٫۴۹۸۵ | ۱٫۰۰۲۴ | ۱۰         | ۰ دقیقه و ۱۲ ثانیه      |      |
| ۱۴۰   | ۲۴  | خورشیدگرفتگی ۳ ژانویه ۱۹۲۷  | ۲۰:۲۲:۵۳                          | حلقه‌ای | 52.8S 124.8W             | -۰٫۴۹۵۶ | ۰٫۹۹۹۵ | ۲          | ۰ دقیقه و ۳ ثانیه       |      |
| ۱۴۰   | ۲۵  | خورشیدگرفتگی ۱۴ ژانویه ۱۹۴۵ | ۵:۰۱:۴۳                           | حلقه‌ای | 51.1S 110.3E             | -۰٫۴۹۳۷ | ۰٫۹۹۷  | ۱۲         | ۰ دقیقه و ۱۵ ثانیه      |      |
| ۱۴۰   | ۲۶  | خورشیدگرفتگی ۲۵ ژانویه ۱۹۶۳ | ۱۳:۳۷:۱۲                          | حلقه‌ای | 48.2S 15W                | -۰٫۴۸۹۸ | ۰٫۹۹۵۱ | ۲۰         | ۰ دقیقه و ۲۵ ثانیه      |      |
| ۱۴۰   | ۲۷  | خورشیدگرفتگی ۴ فوریه ۱۹۸۱   | ۲۲:۰۹:۲۴                          | حلقه‌ای | 44.4S 140.8W             | -۰٫۴۸۳۸ | ۰٫۹۹۳۷ | ۲۵         | ۰ دقیقه و ۳۳ ثانیه      |      |
| ۱۴۰   | ۲۸  | خورشیدگرفتگی ۱۶ فوریه ۱۹۹۹  | ۶:۳۴:۳۸                           | حلقه‌ای | 39.8S 93.9E              | -۰٫۴۷۲۶ | ۰٫۹۹۲۸ | ۲۹         | ۰ دقیقه و ۴۰ ثانیه      |      |
| ۱۴۰   | ۲۹  | خورشیدگرفتگی ۲۶ فوریه ۲۰۱۷  | ۱۴:۵۴:۳۳                          | حلقه‌ای | 34.7S 31.2W              | -۰٫۴۵۷۸ | ۰٫۹۹۲۲ | ۳۱         | ۰ دقیقه و ۴۴ ثانیه      |      |
| ۱۴۰   | ۳۰  | خورشیدگرفتگی ۹ مارس ۲۰۳۵    | ۲۳:۰۵:۵۴                          | حلقه‌ای | 29S 154.9W               | -۰٫۴۳۶۸ | ۰٫۹۹۱۹ | ۳۱         | ۰ دقیقه و ۴۸ ثانیه      |      |
| ۱۴۰   | ۳۱  | خورشیدگرفتگی ۲۰ مارس ۲۰۵۳   | ۷:۰۸:۱۹                           | حلقه‌ای | 23S 83E                  | -۰٫۴۰۸۹ | ۰٫۹۹۱۹ | ۳۱         | ۰ دقیقه و ۵۰ ثانیه      |      |
| ۱۴۰   | ۳۲  | خورشیدگرفتگی ۳۱ مارس ۲۰۷۱   | ۱۵:۰۱:۰۶                          | حلقه‌ای | 16.7S 37W                | -۰٫۳۷۳۹ | ۰٫۹۹۱۹ | ۳۱         | ۰ دقیقه و ۵۲ ثانیه      |      |
| ۱۴۰   | ۳۳  | خورشیدگرفتگی ۱۰ آوریل ۲۰۸۹  | ۲۲:۴۴:۴۲                          | حلقه‌ای | 10.2S 154.8W             | -۰٫۳۳۱۹ | ۰٫۹۹۱۹ | ۳۰         | ۰ دقیقه و ۵۳ ثانیه      |      |
| ۱۴۰   | ۳۴  | ۲۳ آوریل ۲۱۰۷               | ۶:۱۸:۴۱                           | حلقه‌ای | 3.6S 89.9E               | -۰٫۲۸۲۹ | ۰٫۹۹۱۸ | ۳۰         | ۰ دقیقه و ۵۶ ثانیه      |      |
| ۱۴۰   | ۳۵  | ۳ مه ۲۱۲۵                   | ۱۳:۴۲:۳۳                          | حلقه‌ای | 3N 22.6W                 | -۰٫۲۲۶۳ | ۰٫۹۹۱۵ | ۳۱         | ۰ دقیقه و ۵۹ ثانیه      |      |
| ۱۴۰   | ۳۶  | ۱۴ مه ۲۱۴۳                  | ۲۰:۵۸:۱۴                          | حلقه‌ای | 9.4N 132.7W              | -۰٫۱۶۳۸ | ۰٫۹۹۰۸ | ۳۳         | ۱ دقیقه و ۵ ثانیه       |      |
| ۱۴۰   | ۳۷  | ۲۵ مه ۲۱۶۱                  | ۴:۰۵:۴۳                           | حلقه‌ای | 15.7N 119.8E             | -۰٫۰۹۵  | ۰٫۹۸۹۸ | ۳۶         | ۱ دقیقه و ۱۲ ثانیه      |      |
| ۱۴۰   | ۳۸  | ۵ ژوئن ۲۱۷۹                 | ۱۱:۰۵:۳۶                          | حلقه‌ای | 21.5N 15E                | -۰٫۰۲۰۹ | ۰٫۹۸۸۴ | ۴۱         | ۱ دقیقه و ۲۱ ثانیه      |      |
| ۱۴۰   | ۳۹  | ۱۵ ژوئن ۲۱۹۷                | ۱۷:۵۹:۳۳                          | حلقه‌ای | 26.8N 87.6W              | ۰٫۰۵۷۴  | ۰٫۹۸۶۴ | ۴۸         | ۱ دقیقه و ۳۲ ثانیه      |      |
| ۱۴۰   | ۴۰  | ۲۸ ژوئن ۲۲۱۵                | ۰:۴۸:۴۵                           | حلقه‌ای | 31.4N 172E               | ۰٫۱۳۸۸  | ۰٫۹۸۳۹ | ۵۸         | ۱ دقیقه و ۴۴ ثانیه      |      |
| ۱۴۰   | ۴۱  | ۸ ژوئیه ۲۲۳۳                | ۷:۳۵:۲۴                           | حلقه‌ای | 35.1N 73.1E              | ۰٫۲۲۱۵  | ۰٫۹۸۰۹ | ۷۰         | ۱ دقیقه و ۵۹ ثانیه      |      |
| ۱۴۰   | ۴۲  | ۱۹ ژوئیه ۲۲۵۱               | ۱۴:۱۸:۴۶                          | حلقه‌ای | 38N 24.2W                | ۰٫۳۰۶۲  | ۰٫۹۷۷۳ | ۸۵         | ۲ دقیقه و ۱۶ ثانیه      |      |
| ۱۴۰   | ۴۳  | ۲۹ ژوئیه ۲۲۶۹               | ۲۱:۰۳:۰۴                          | حلقه‌ای | 39.9N 121.3W             | ۰٫۳۸۹۳  | ۰٫۹۷۳۲ | ۱۰۴        | ۲ دقیقه و ۳۵ ثانیه      |      |
| ۱۴۰   | ۴۴  | ۱۰ اوت ۲۲۸۷                 | ۳:۴۷:۴۲                           | حلقه‌ای | 41N 141.8E               | ۰٫۴۷۱۴  | ۰٫۹۶۸۶ | ۱۲۷        | ۲ دقیقه و ۵۶ ثانیه      |      |
| ۱۴۰   | ۴۵  | ۲۱ اوت ۲۳۰۵                 | ۱۰:۳۵:۴۴                          | حلقه‌ای | 41.5N 43.7E              | ۰٫۵۴۹۷  | ۰٫۹۶۳۷ | ۱۵۵        | ۳ دقیقه و ۲۱ ثانیه      |      |
| ۱۴۰   | ۴۶  | ۱ سپتامبر ۲۳۲۳              | ۱۷:۲۶:۰۹                          | حلقه‌ای | 41.7N 55.3W              | ۰٫۶۲۵۳  | ۰٫۹۵۸۴ | ۱۹۱        | ۳ دقیقه و ۴۸ ثانیه      |      |
| ۱۴۰   | ۴۷  | ۱۲ سپتامبر ۲۳۴۱             | ۰:۲۲:۴۷                           | حلقه‌ای | 41.7N 156.4W             | ۰٫۶۹۵   | ۰٫۹۵۲۹ | ۲۳۴        | ۴ دقیقه و ۱۹ ثانیه      |      |
| ۱۴۰   | ۴۸  | ۲۳ سپتامبر ۲۳۵۹             | ۷:۲۴:۴۲                           | حلقه‌ای | 41.9N 100.6E             | ۰٫۷۵۹۵  | ۰٫۹۴۷۱ | ۲۹۱        | ۴ دقیقه و ۵۳ ثانیه      |      |
| ۱۴۰   | ۴۹  | ۳ اکتبر ۲۳۷۷                | ۱۴:۳۳:۱۷                          | حلقه‌ای | 42.6N 4.7W               | ۰٫۸۱۷۸  | ۰٫۹۴۱۳ | ۳۶۶        | ۵ دقیقه و ۲۹ ثانیه      |      |
| ۱۴۰   | ۵۰  | ۱۴ اکتبر ۲۳۹۵               | ۲۱:۴۹:۱۶                          | حلقه‌ای | 44N 112.4W               | ۰٫۸۶۹۱  | ۰٫۹۳۵۴ | ۴۷۱        | ۶ دقیقه و ۷ ثانیه       |      |
| ۱۴۰   | ۵۱  | ۲۵ اکتبر ۲۴۱۳               | ۵:۱۳:۲۰                           | حلقه‌ای | 46.2N 137.3E             | ۰٫۹۱۲۹  | ۰٫۹۲۹۸ | ۶۲۸        | ۶ دقیقه و ۴۳ ثانیه      |      |
| ۱۴۰   | ۵۲  | ۵ نوامبر ۲۴۳۱               | ۱۲:۴۵:۴۰                          | حلقه‌ای | 49.5N 24.5E              | ۰٫۹۴۹۶  | ۰٫۹۲۴۲ | ۹۰۲        | ۷ دقیقه و ۱۵ ثانیه      |      |
| ۱۴۰   | ۵۳  | ۱۵ نوامبر ۲۴۴۹              | ۲۰:۲۳:۵۶                          | حلقه‌ای | 54.9N 89.1W              | ۰٫۹۸۱   | ۰٫۹۱۸۶ | -          | ۷ دقیقه و ۳۵ ثانیه      |      |
| ۱۴۰   | ۵۴  | ۲۷ نوامبر ۲۴۶۷              | ۴:۱۰:۲۱                           | حلقه‌ای | 63.7N 158.3E             | 1.0051  | 0.9434 | -          | -                       |      |
| ۱۴۰   | ۵۵  | ۷ دسامبر ۲۴۸۵               | ۱۲:۰۲:۰۰                          | حلقه‌ای | 64.7N 31.2E              | 1.0242  | 0.91   | -          | -                       |      |
| ۱۴۰   | ۵۶  | ۱۹ دسامبر ۲۵۰۳              | ۱۹:۵۹:۲۱                          | جزئی   | 65.7N 97.7W              | 1.0385  | 0.8851 |            |                         |      |
| ۱۴۰   | ۵۷  | ۳۰ دسامبر ۲۵۲۱              | ۳:۵۸:۵۰                           | جزئی   | 66.8N 132.5E             | 1.0507  | 0.8642 |            |                         |      |
| ۱۴۰   | ۵۸  | ۱۰ ژانویه ۲۵۴۰              | ۱۲:۰۱:۳۵                          | جزئی   | 67.9N 1.3E               | 1.06    | 0.8483 |            |                         |      |
| ۱۴۰   | ۵۹  | ۲۰ ژانویه ۲۵۵۸              | ۲۰:۰۳:۵۳                          | جزئی   | 69N 130.4W               | 1.0693  | 0.8326 |            |                         |      |
| ۱۴۰   | ۶۰  | ۱ فوریه ۲۵۷۶                | ۴:۰۴:۵۹                           | جزئی   | 70N 97.6E                | 1.0793  | 0.8161 |            |                         |      |
| ۱۴۰   | ۶۱  | ۱۱ فوریه ۲۵۹۴               | ۱۲:۰۲:۱۷                          | جزئی   | 70.9N 34.1W              | 1.0921  | 0.7951 |            |                         |      |
| ۱۴۰   | ۶۲  | ۲۳ فوریه ۲۶۱۲               | ۱۹:۵۵:۵۰                          | جزئی   | 71.6N 165.6W             | 1.1076  | 0.7697 |            |                         |      |
| ۱۴۰   | ۶۳  | ۶ مارس ۲۶۳۰                 | ۳:۴۲:۰۹                           | جزئی   | 72.1N 64.3E              | 1.1288  | 0.735  |            |                         |      |
| ۱۴۰   | ۶۴  | ۱۶ مارس ۲۶۴۸                | ۱۱:۲۱:۵۴                          | جزئی   | 72.3N 64.5W              | 1.1552  | 0.6917 |            |                         |      |
| ۱۴۰   | ۶۵  | ۲۷ مارس ۲۶۶۶                | ۱۸:۵۳:۰۷                          | جزئی   | 72.2N 168.8E             | 1.1881  | 0.6371 |            |                         |      |
| ۱۴۰   | ۶۶  | ۷ آوریل ۲۶۸۴                | ۲:۱۷:۱۷                           | جزئی   | 71.9N 44E                | 1.2265  | 0.5732 |            |                         |      |
| ۱۴۰   | ۶۷  | ۱۹ آوریل ۲۷۰۲               | ۹:۳۰:۳۴                           | جزئی   | 71.4N 77.6W              | 1.2736  | 0.4942 |            |                         |      |
| ۱۴۰   | ۶۸  | ۲۹ آوریل ۲۷۲۰               | ۱۶:۳۷:۱۷                          | جزئی   | 70.7N 163.1E             | 1.3257  | 0.4061 |            |                         |      |
| ۱۴۰   | ۶۹  | ۱۰ مه ۲۷۳۸                  | ۲۳:۳۴:۳۱                          | جزئی   | 69.8N 46.7E              | 1.3856  | 0.3042 |            |                         |      |
| ۱۴۰   | ۷۰  | ۲۱ مه ۲۷۵۶                  | ۶:۲۶:۵۰                           | جزئی   | 68.8N 67.7W              | 1.449   | 0.1955 |            |                         |      |
| ۱۴۰   | ۷۱  | ۱ ژوئن ۲۷۷۴                 | ۱۳:۱۰:۱۰                          | جزئی   | 67.8N 179.3W             | 1.5196  | 0.0738 |            |                         |      |